# Lycophron (trilobite)
Pour les articles homonymes, voir Lycophron (homonymie).
Lycophron rex
Genre
Espèce
Lycophron est un genre fossile de trilobites de l'ordre des Asaphida et de la famille des Asaphidae. 
Il contient une seule espèce, Lycophron rex, découverte dans des terrains datant de l'Arénig (Ordovicien inférieur), en Australie.